# 12208 Jacobenglander
12208 Jacobenglander eller 1981 EF35 är en asteroid i huvudbältet som upptäcktes den 2 mars 1981 av den amerikanska astronomen Schelte J. Bus vid Siding Spring-observatoriet. Den är uppkallad efter Jacob Aldo Englander.